# Resupinatus incanus
Resupinatus incanus är en svampart som först beskrevs av Károly Kalchbrenner, och fick sitt nu gällande namn av Thorn, Moncalvo & Redhead 2006. Resupinatus incanus ingår i släktet Resupinatus och familjen Tricholomataceae.   Inga underarter finns listade i Catalogue of Life.